# Phú Hội (An Giang)
Phú Hội is een xã in het district An Phú, een van de districten in de Vietnamese provincie An Giang in de Mekong-delta. Phú Hội ligt vlak bij de grens met Cambodja.